# Драгиша Стојадиновић
Драгиша Стојадиновић (Јасеница, 1886 — 1968) је био српски четник (1905 — 1907), учесник Балканских ратова 1912-1913 и Првог светског рата, витез Карађорђеве звезде са мачевима, најбољи стрелац Европе 1908-1914, правник, политичар антифашиста, народни посланик, фотограф и филмски сниматељ, шеф Кинематографске секције Врховне команде српске војске на Солунском фронту.

## Биографија

### Четовање и ратови
Као матурант зајечарске гимназије Стојадиновић ступа у контакт са земљацима у Београду, члановима универзитетског удружења Побратимство а које је регрутовало омладинце за четовање у Старој Србији. Са 19 година У пролеће 1905. одлази са војводом Доксимом Михаиловићем преко границе и учествује у борби на Челопеку. 
Након ове борбе четовао је у кумановском крају под командом Ђорђа Ристића а затим у Велешком и прилепском крају под војводама Радом Радивојевићем-Душаном, Јованом Бабунским и Василијем Трбићем све до 1908. У борби код села Дренова, 14. јуна 1907. пребио је метком пушку војводи ВМРО-а Стевану Димитрову. Након 1908. уписује студије правног факултета које завршава у року. Доказано добар стрелац из времена комитовања одлази на европско стрељачко такмичење у Рим где узима прву награду. Титулу је бранио све до 1914. У ратовима 1912-1918. учествује као резервни официр у 13. пешадијском пуку Хајдук Вељко. Током Балканских ратова почео је активније да се бави фотографијом и кинематографијом. После рата објавио је фото албум фотографија из балканских ратова и Арнаутске побуне. По налогу врховне команде 1916. постао је шеф Кинематографске секције Врховне команде српске војске. Заслужан је што су забележени многи важни ратни догађаји због добре организације српских ратних фотографа и сниматеља. После рата је наставио да се бави снимањем и забележио је јако важне догађаје.

### Политички рад
Стојадиновић је био убеђени демократа и антифашиста и борац против корупције. Као народни посланик Тимочког округа иступао је против свега што је сматрао неправдом, и као адвокат и као политичар. 1936. дошао је у сукоб са Миланом Стојадиновићем кога је нападао због приближавања силама Осовине. Суд за заштиту народа га је осудио на робију коју је одлежао од 1936. до 1939. Године 1941. забележио је камером у боји демонстрације од 27. марта. након окупације крије се у Црној Гори од Немаца. После рата бавио се писањем и иза њега је остала богата писана заоставштина. Бавио се и потрагом за сопственим филмовима које је одузела ОЗНА. Умро је у Београду 1968. године.